# سیاه بره دو
سیاه بره ۲ روستایی در دهستان تمین بخش لادیز شهرستان میرجاوه استان سیستان و بلوچستان ایران است.

## جمعیت
بر پایه سرشماری عمومی نفوس و مسکن در سال ۱۳۹۵ جمعیت این مکان ۶۸ نفر (۱۹خانوار) بوده‌است.